# Tattoocreme

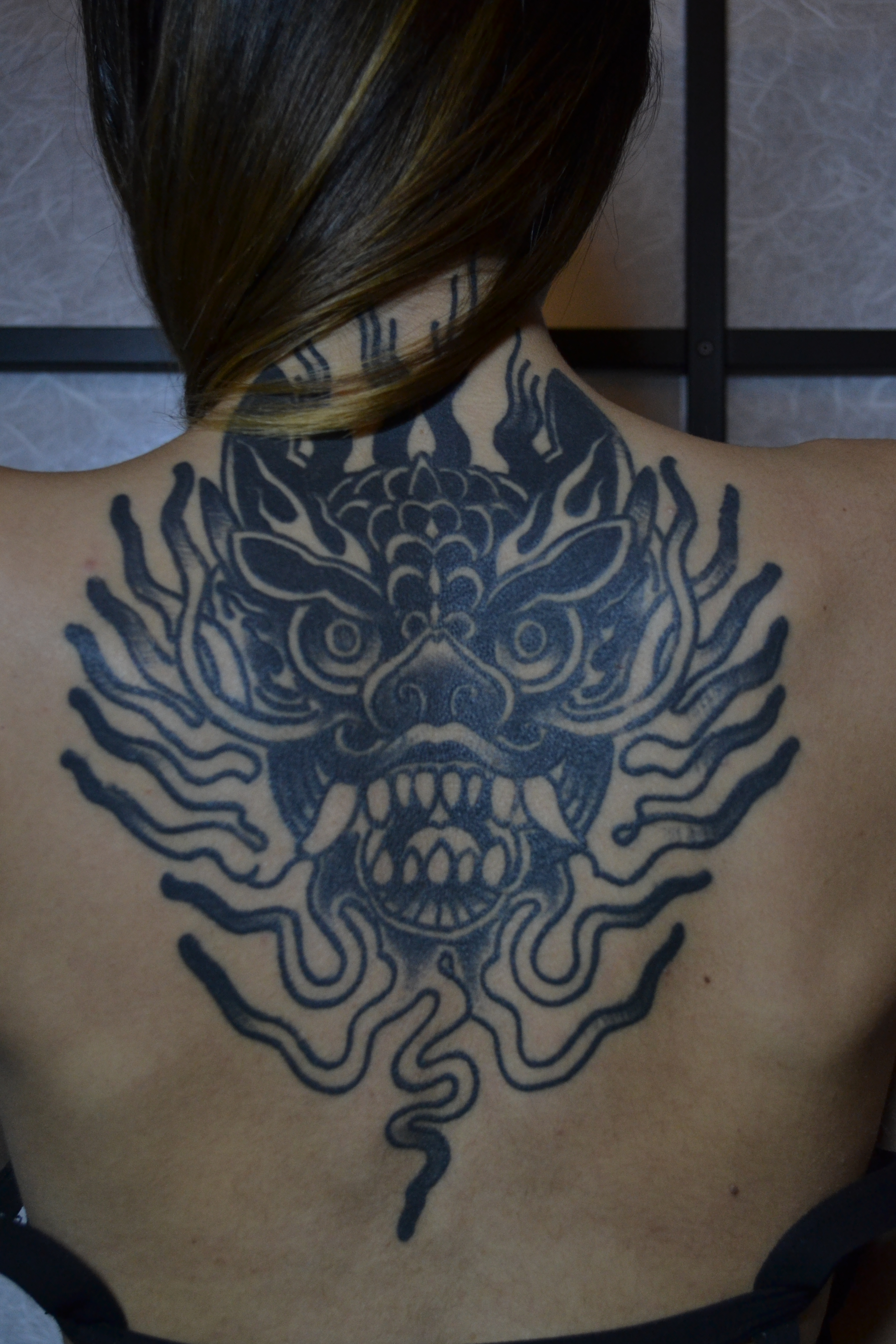
Eine Tätowierung ist ein Motiv, das mit Tinte, Pigment oder anderen Farbmitteln in die Haut eingebracht wird. Die Heilung wird mit einer Tattoocreme unterstützt.

Tattoocreme wird verwendet, um die Heilung frisch gestochener Tattoos zu unterstützen.

## Verwendung
Tattoocreme wird auf frisch gestochene Tattoos aufgetragen. Ein frisches Tattoo ist vergleichbar mit einer Schürfwunde und anfällig für Infektionen. Daher sollte nach dem Stechen des Tattoos ein paar Stunden gewartet werden und anschließend Blut und Wundwasser vorsichtig abgewaschen werden. Nach dem trocken tupfen der Stelle sollte das Tattoo eingecremt werden.
Je nach Heilungsprozess der Haut sollte das Tattoo zwei Wochen lang täglich zwei bis dreimal eingecremt werden. Eine dünne Schicht reicht dabei vollkommen aus.

## Inhaltsstoffe
Tattoocremes sind in der Regel pH-neutral und zinkfrei. Sie können Panthenol und Vitamin E enthalten, wodurch Feuchtigkeit gespendet wird und der Juckreiz der Wundheilung minimiert wird.

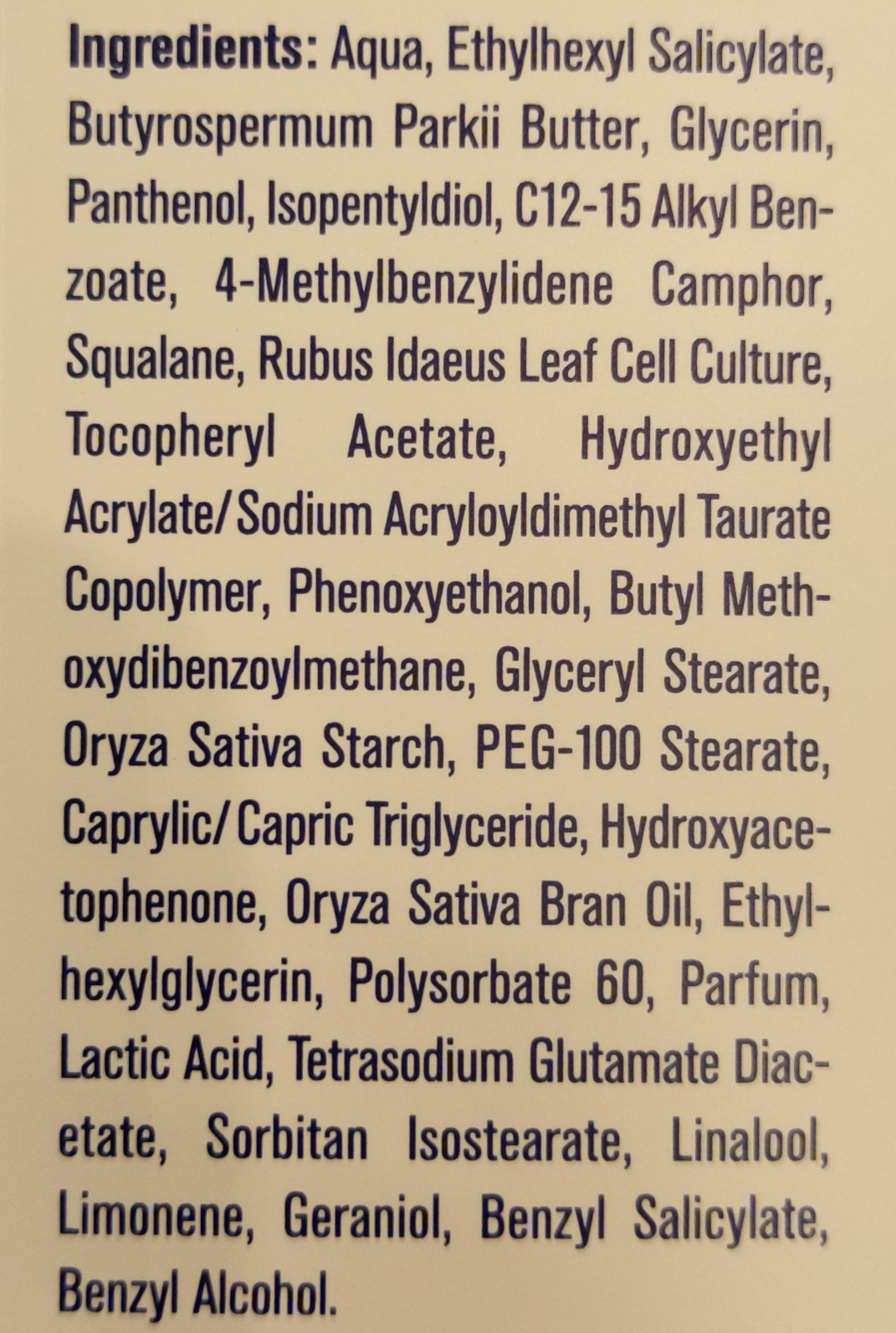
INCI-konforme Angabe der Inhaltsstoffe einer Tattoocreme